# Dobrovodská kotlina
Dobrovodská kotlina je vnitrohorská brázda a geomorfologická část podcelku Brezovské Karpaty v pohoří Malé Karpaty.  Rozprostírá se v okolí obce Dobrá Voda, podle níž je pojmenována.

## Vymezení
Kotlina zabírá centrální část podcelku Brezovské Karpaty, které ji obklopují ze všech stran.  Územím protéká říčka Horní Blava, která zde přibírá několik přítoků, mezi nimi Hlavinu a Jaseňový potok. Vodní tok proráží pohoří a jihovýchodním směrem pokračuje k obci Dechtice. Z Dechtice vede i jediná přístupová cesta do obce a Dobrovodské kotliny.

## Chráněná území
Kotlina je z velké části odlesněná a nachází se v Chráněné krajinné oblasti Malé Karpaty. Na západním okraji se nachází přírodní památka Ľahký kameň, severně sousedí přírodní rezervace Slopy a Vyvieračka pod Bachárkou. Severozápadně se nad kotlinou nachází ruina hradu Dobrá Voda.

## Turismus
Území kotliny je díky historickým, kulturním a přírodním zajímavostem atraktivní lokalitou. Hrad Dobrá Voda, pamětní pokoj Jana Hollého, okolní příroda a síť značených stezek nabízí zajímavé cíle pro návštěvníky.

### Turistické trasy
- po  červené značce z Bukové přes obec Dobrá Voda na Dobrovodský hrad
- po  modré značce od Katarínky
- po  zelené značce z obce Hradište pod Vrátnom přes Dobrú Vodu do sedla Malá Klenová[2]